# André Heim
Pour les articles homonymes, voir Heim.
André Heim, né le 26 avril 1998 à Interlaken, est un joueur suisse de hockey sur glace. Il joue au poste d'attaquant.

## Biographie

### Origines
André Heim naît le 26 avril 1998 à Interlaken[réf. souhaitée], dans le canton de Berne.

### Jeunesse
Formé au SC Interlaken de 4 à 12 ans, Heim intègre le système junior du CP Berne à partir de 2011. En 2014 et en 2015, il est sacré champion avec les moins de dix-sept ans et en 2016 avec les moins de vingt ans.

### En club
Heim dispute son premier match officiel en janvier 2017 en LNB, prêté par Berne au HC Viège. Face au HC La Chaux-de-Fonds, il inscrit un doublé et permet à Viège de gagner 4:3.
La saison suivante, il s'impose dans l'équipe première du CP Berne, en disputant trente quatre matchs et en étant le joueur junior ayant inscrit le plus de points dans le championnat. Le 4 février 2019, il signe une prolongation de deux ans avec Berne. Le 20 avril 2019, au centre de la troisième ligne, il aide Berne à battre l'EV Zoug sur le score de 4 à 1. Il est sacré champion de Suisse. Le 28 février 2021, il remporte la Coupe de Suisse, inscrivant même un but lors de la finale.
Le 7 mai 2021, il quitte Berne et s'engage avec le HC Ambrì-Piotta pour une durée de deux ans. Après une première saison très convaincante (il obtient vingt-neuf points en cinquante-deux matchs, son plus haut total jusque-là), Ambrì décide de le prolonger jusqu'à l'été 2025. Au début de la saison 2022-2023, il est nommé assistant du capitaine, le capitaine étant Daniele Grassi. Il remporte la Coupe Spengler en 2022 avec les Biancoblù.
En vue de la saison 2023-2024, il signe un contrat à deux volets avec les Blues de Saint-Louis, une équipe de la Ligue nationale de hockey. Le 29 septembre 2023, il  est rétrogradé dans le club école de Saint-Louis, les Falcons de Springfield évoluant dans la Ligue américaine de hockey, sans espoir de pouvoir jouer en LNH. Heim et ses conseillers estiment que les Blues ne lui ont pas donné sa chance d'évoluer à son poste de prédilection et leur demande de le libérer pour rentrer en Suisse. Ayant un contrat valable, il est de retour à Ambrì officiellement le 11 octobre 2023. Le 12 décembre 2023, il signe une nouvelle prolongation de contrat, le liant au club léventin jusqu'à l'été 2027.

### Carrière internationale
AIl participe à la Coupe Hlinka-Gretzky en août 2015 (en), la Suisse se classe à la 7e place du tournoi. Il dispute le Défi mondial junior A en novembre de la même année, la Suisse se classe à la 6e place du tournoi.
. La même saison, il participe au Championnat du monde U18 où la Suisse se classe à la 8e place du tournoi.
Il participe au Championnat du monde junior de 2018, la Suisse se classe à la 8e place du tournoi.

### Vie privée
Heim grandit à Wilderswil. Sa sœur, Sandra Heim, joue également au hockey sur glace.

## Statistiques

### En club

#### Championnat
| Saison    | Équipe          | Ligue            |     | Saison régulière | Saison régulière | Saison régulière | Saison régulière | Saison régulière |   | Séries éliminatoires | Séries éliminatoires | Séries éliminatoires | Séries éliminatoires | Séries éliminatoires |
| Saison    | Équipe          | Ligue            | PJ  | B                | A                | Pts              | Pun              | PJ               | B | A                    | Pts                  | Pun                  |                      |                      |
| 2014-2015 | CP Berne U20    | Juniors Élites A | 5   | 0                | 1                | 1                | 4                | -                | - | -                    | -                    | -                    |                      |                      |
| 2015-2016 | CP Berne U20    | Juniors Élites A | 26  | 9                | 10               | 19               | 4                | 12               | 3 | 3                    | 6                    | 6                    |                      |                      |
| 2016-2017 | CP Berne U20    | Juniors Élites A | 42  | 25               | 26               | 51               | 16               | 7                | 7 | 3                    | 10                   | 0                    |                      |                      |
| 2016-2017 | HC Viège        | LNB              | 2   | 2                | 0                | 2                | 0                | -                | - | -                    | -                    | -                    |                      |                      |
| 2017-2018 | CP Berne U20    | Juniors Élites A | 4   | 4                | 4                | 8                | 0                | 3                | 2 | 0                    | 2                    | 2                    |                      |                      |
| 2017-2018 | CP Berne        | NL               | 34  | 3                | 4                | 7                | 0                | 3                | 0 | 0                    | 0                    | 0                    |                      |                      |
| 2017-2018 | HC Viège        | SL               | 7   | 2                | 1                | 3                | 0                | 1                | 0 | 1                    | 1                    | 0                    |                      |                      |
| 2018-2019 | CP Berne        | NL               | 49  | 2                | 6                | 8                | 4                | 18               | 3 | 5                    | 8                    | 0                    |                      |                      |
| 2019-2020 | CP Berne        | NL               | 40  | 2                | 6                | 8                | 4                | -                | - | -                    | -                    | -                    |                      |                      |
| 2020-2021 | CP Berne        | NL               | 45  | 3                | 15               | 18               | 20               | 9                | 2 | 5                    | 7                    | 4                    |                      |                      |
| 2021-2022 | HC Ambrì-Piotta | NL               | 52  | 14               | 15               | 29               | 20               | 3                | 0 | 1                    | 1                    | 2                    |                      |                      |
| 2022-2023 | HC Ambrì-Piotta | NL               | 42  | 12               | 19               | 31               | 8                | -                | - | -                    | -                    | -                    |                      |                      |
| 2023-2024 | HC Ambrì-Piotta | NL               | 40  | 5                | 11               | 16               | 8                | 4                | 0 | 1                    | 1                    | 0                    |                      |                      |
| Totaux NL | Totaux NL       | Totaux NL        | 302 | 41               | 76               | 117              | 64               | 37               | 5 | 12                   | 17                   | 6                    |                      |                      |

#### Tournoi
| Saison    | Équipe          | Compétition         |   | PJ | B | A | Pts | Pun                |  | Résultat |
| 2016-2017 | CP Berne        | Coupe de Suisse     | 1 | 0  | 0 | 0 | 0   | Seizième de finale |  |          |
| 2017-2018 | CP Berne        | Ligue des Champions | 9 | 0  | 0 | 0 | 2   | Quart de finale    |  |          |
| 2017-2018 | CP Berne        | Coupe de Suisse     | 2 | 1  | 1 | 2 | 0   | Quart de finale    |  |          |
| 2018-2019 | CP Berne        | Ligue des Champions | 8 | 0  | 0 | 0 | 0   | Huitième de finale |  |          |
| 2018-2019 | CP Berne        | Coupe de Suisse     | 4 | 0  | 2 | 2 | 0   | Demi-Finale        |  |          |
| 2019-2020 | CP Berne        | Ligue des Champions | 6 | 0  | 2 | 2 | 0   | Huitième de finale |  |          |
| 2019-2020 | CP Berne        | Coupe de Suisse     | 2 | 0  | 1 | 1 | 0   | Quart de finale    |  |          |
| 2020-2021 | CP Berne        | Coupe de Suisse     | 4 | 2  | 1 | 3 | 2   | Vainqueur          |  |          |
| 2022      | HC Ambrì-Piotta | Coupe Spengler      | 4 | 1  | 1 | 2 | 0   | Vainqueur          |  |          |
| 2023      | HC Ambrì-Piotta | Coupe Spengler      | 3 | 0  | 0 | 0 | 4   | Quart de finale    |  |          |

### En équipe nationale
| Année     | Équipe     | Compétition                 |   | PJ | B | A | Pts | Pun        |  | Résultat |
| 2015-2016 | Suisse U18 | Coupe Hlinka-Gretzky        | 4 | 1  | 0 | 1 | 2   | 7e place   |  |          |
| 2015-2016 | Suisse U18 | Défi mondial junior A       | 4 | 0  | 2 | 2 | 0   | 6e place   |  |          |
| 2016      | Suisse U18 | Championnat du monde U18    | 5 | 0  | 0 | 0 | 0   | 8e place   |  |          |
| 2018      | Suisse U20 | Championnat du monde junior | 5 | 0  | 2 | 2 | 0   | 8e place   |  |          |
| 2021-2022 | Suisse     | Euro Hockey Tour            | 3 | 0  | 0 | 0 | 2   | Non Classé |  |          |
| 2022-2023 | Suisse     | Euro Hockey Tour            | 2 | 0  | 0 | 0 | 2   | 4e place   |  |          |
| 2023-2024 | Suisse     | Euro Hockey Tour            | 5 | 0  | 0 | 0 | 0   | 4e place   |  |          |

## Trophées et honneurs personnels

### Juniors Élites A
- Champion de Suisse 2016 avec le CP Berne.

### Ligue nationale A/National League
- Champion de Suisse 2019 avec le CP Berne.
- Le plus de points marqués par un junior lors de la saison 2017-2018 (7 points).

### Coupe de Suisse
- Vainqueur en 2021 avec le CP Berne.

### Coupe Spengler
- Vainqueur en 2022 avec le HC Ambrì-Piotta.